# Серро-Эль-Пломо
Се́рро-эль-Пло́мо (исп. Cerro El Plomo) — гора в Андах, расположенная к востоку от города Сантьяго.
Сезон восхождения на гору — с января по март, весной на горе остаётся большое количество снега, что затрудняет восхождения. До прибытия испанцев на горе проходили обряды инков, посвящённые богу Виракоча и церемонии Инти Райми.
В 1954 году на горе была найдена мумия ребёнка, принесённого в жертву инками — мумия Пломо.